# Algemene Begraafplaats Katwijk
De Algemene Begraafplaats Katwijk is een hervormde begraafplaats aan de Zuidstraat 113 in Katwijk, in de Nederlandse provincie Zuid-Holland. Sinds 1971 staat het gebied in het rijksmonumentenregister. 
De officiële naam is Algemene Begraafplaats, maar in Katwijk spreekt men meestal van het Ouwe Graf, ter onderscheiding van Begraafplaats Duinrust, dat doorgaans "het Nieuwe Graf" wordt genoemd.

## Historie
Halverwege de achttiende eeuw verpachtten Carolus Boers, de Schout en Baljuw van de beide Catwijcken en 't Sandtaan een stuk grond aan de Kerkelijke gemeente van Katwijk aan Zee. Het stuk grond werd bestemd voor een begraafplaats, welke in 1791 officieel in gebruik werd genomen. Daarmee was Katwijk een van de eerste gemeenten die hun doden niet meer in de kerk lieten begraven. Katwijk groeide van 1793 tot 1899 van 2500 naar 6000 inwoners, waardoor een grotere begraafplaats noodzakelijk werd. Er werd om twee redenen gekozen voor een uitbreiding van de bestaande begraafplaats naar de zuidwestzijde van het duingebied. Om de uitbreiding mogelijk te maken werd om financiële hulp gevraagd bij de burgerlijke gemeente van Katwijk. Nadat Baron van Wassenaer in 1908 afstand deed van de grond, werd de gemeente Katwijk officieel eigenaar van de grond. Op de begraafplaats liggen rond de 400 mensen begraven. Een van de bekendste is Johannes Kneppelhout.

## Foto's

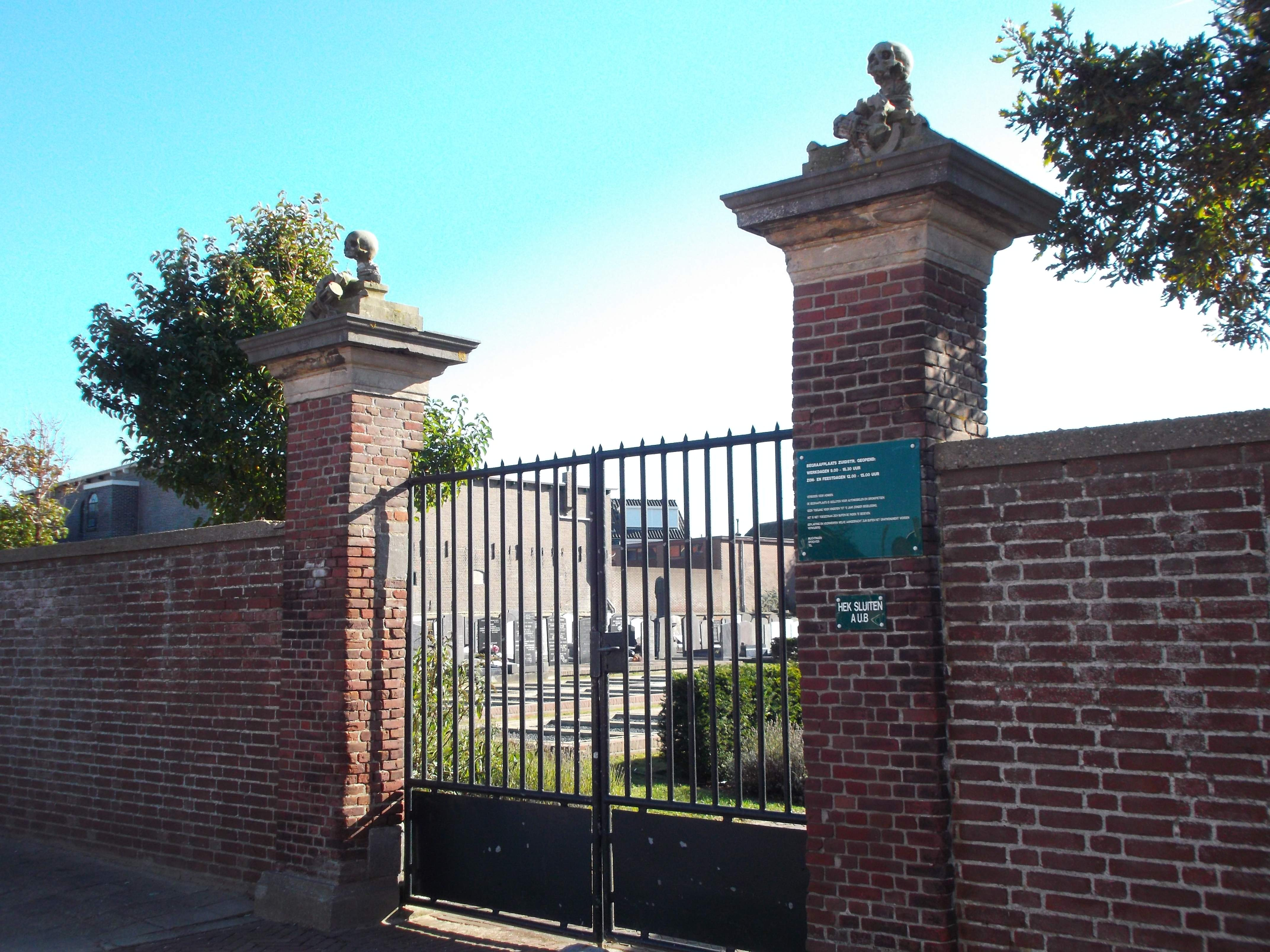
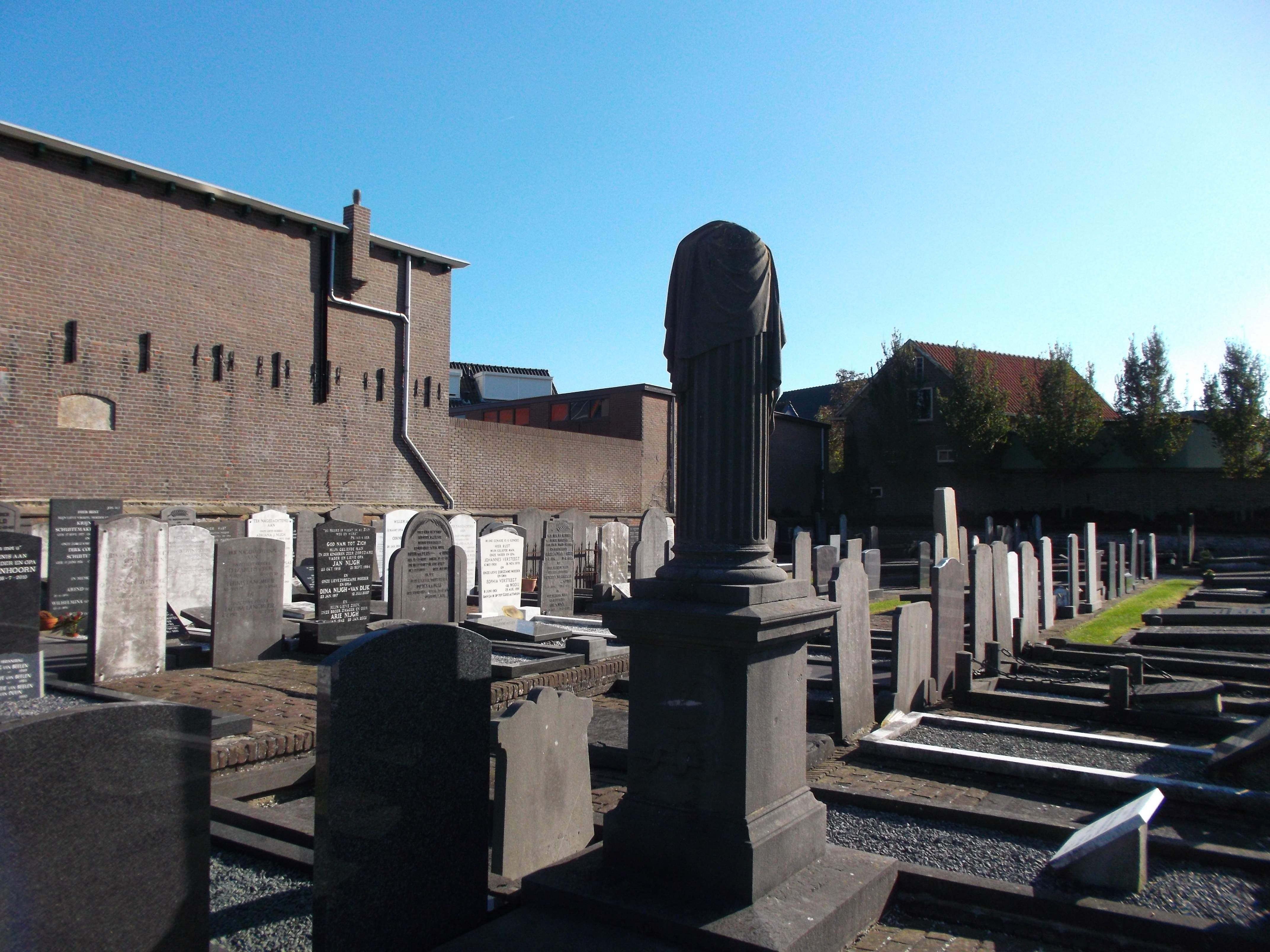
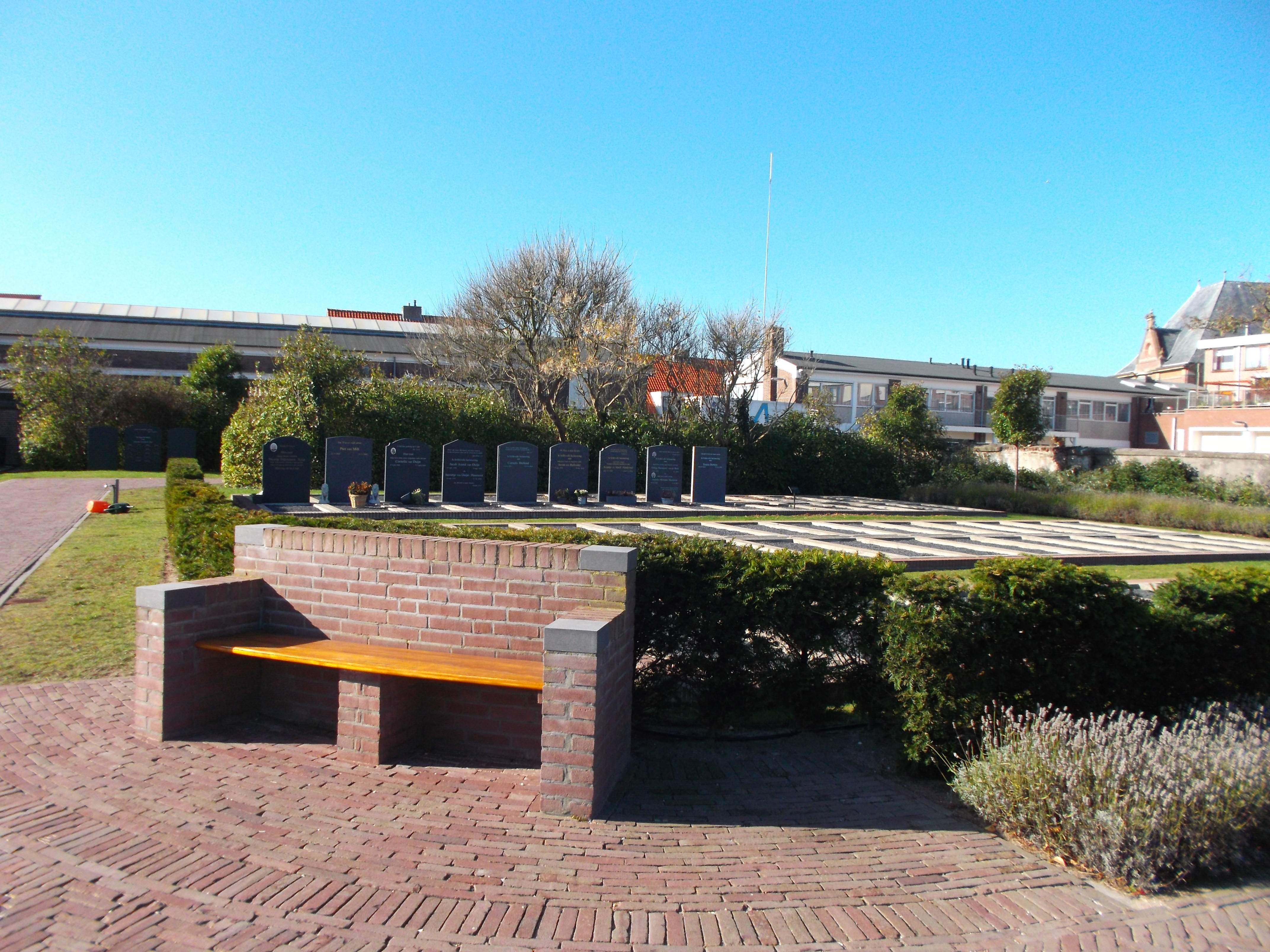
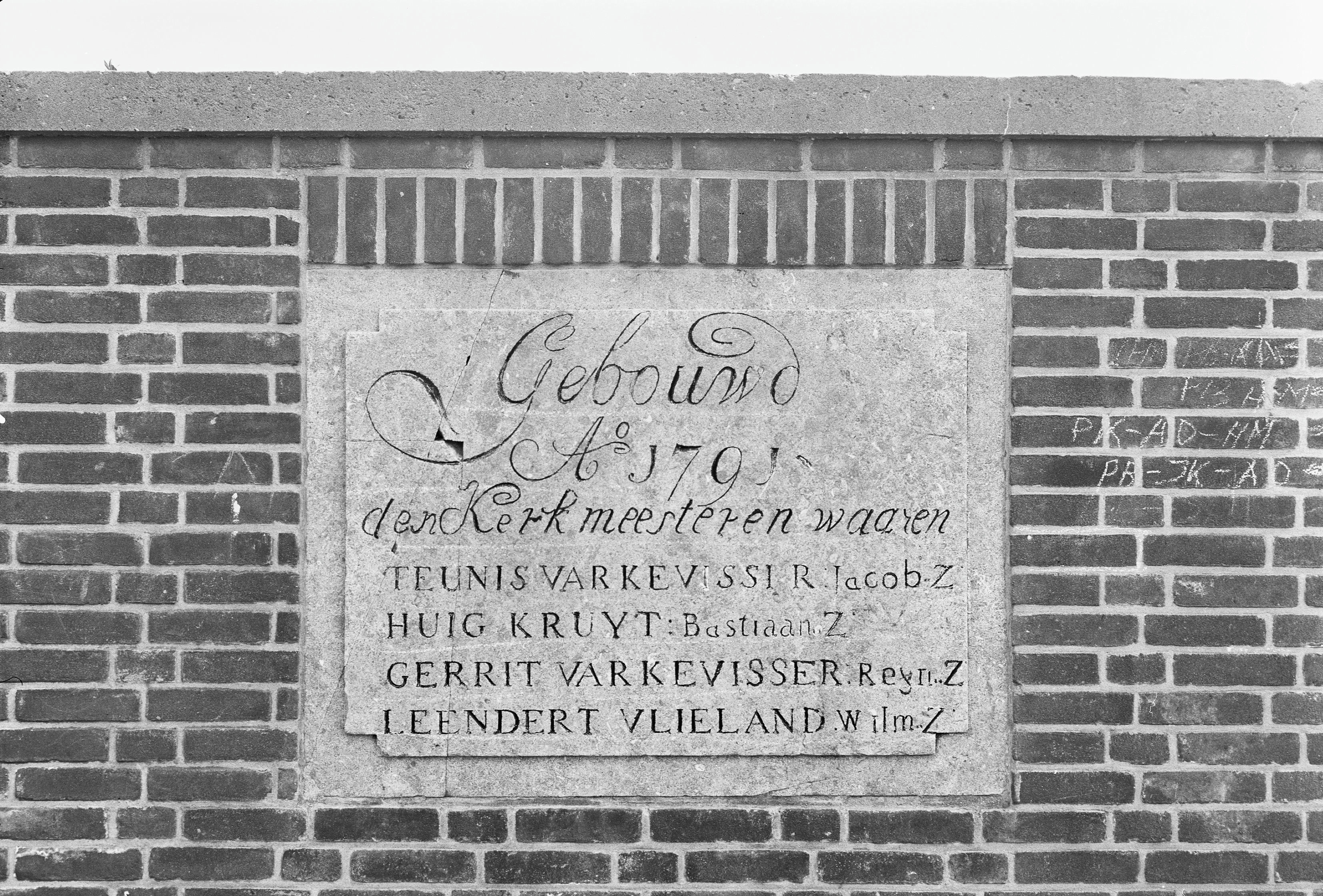
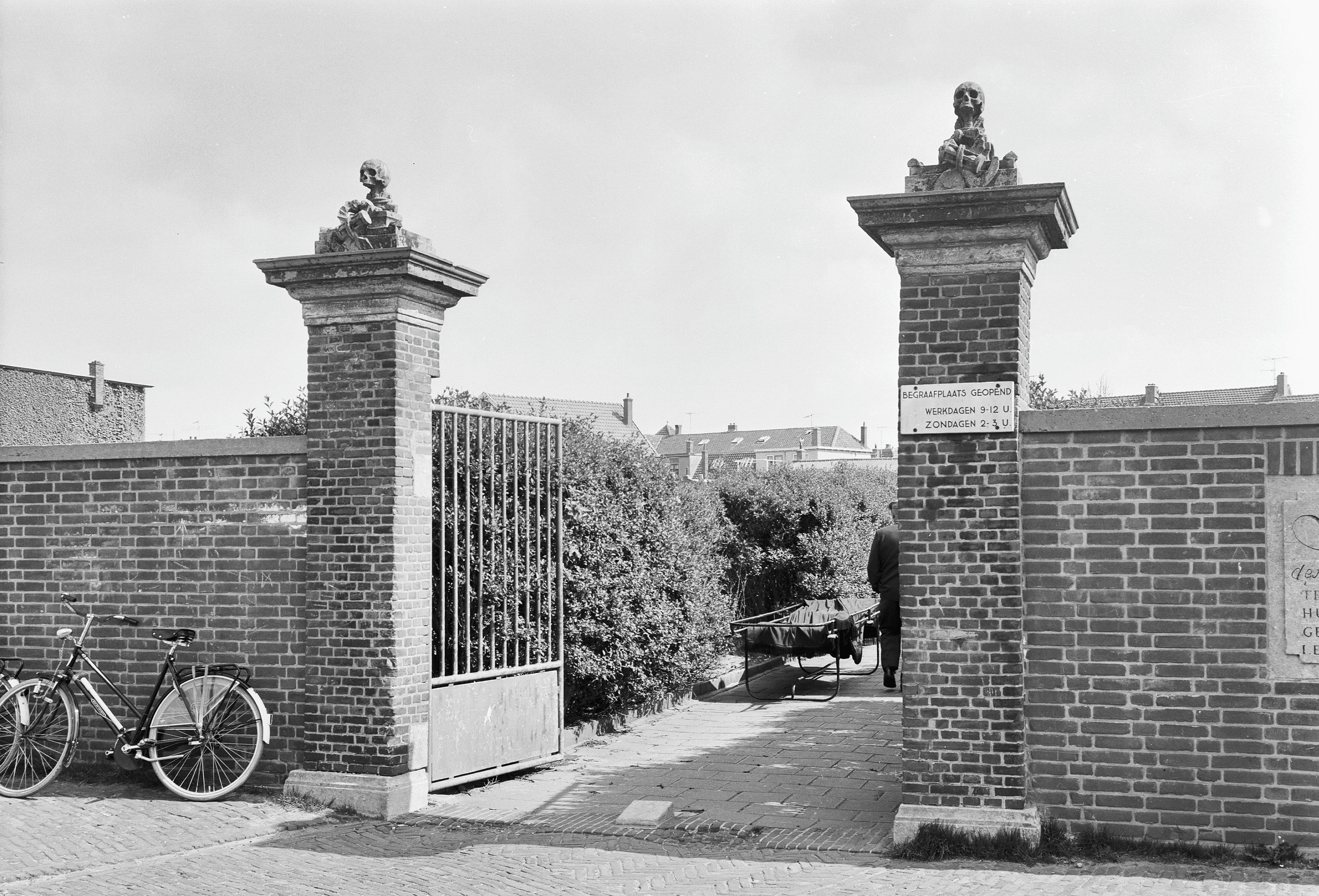

1. ↑  online-begraafplaatsen.nl